# Someday/Boys♥Girls
『Someday/Boys♥Girls』為日本歌手倖田來未第30th單曲。2006年2月22日發行。為12週單曲連發的第12彈・非5萬張限定生產作品。單曲封面主題為日本。

## 解說
- 12週單曲連發中製作的12首音樂錄影帶中的（「Candy feat.Mr. Blistah」、「you」、「feel」、「Lies」、「Someday」）為一系列故事性音樂錄影帶。「Someday」為本系列故事的最終章，為「you」、「feel」、「Lies」的結尾。本次參與演出的演員有塚本高史、忍成修吾、尚玄。

- 「Boys♥Girls」為2006年電影「ウォーターズ」主題歌。

## 發行版本
- CD ONLY

## 曲目
1. Someday
  - 作詞：倖田來未 / 作曲：江上浩太郎 / 編曲：tasuku
  - 朝日電視台連續劇・「新・京都迷宮案内」主題歌
  - music.jp 電視廣告曲
2. Boys♥Girls
  - 作詞：路川ひまり / 作曲・編曲：下野人司
  - 電影「ウォーターズ」主題歌
3. Someday (instrumental)
4. Boys♥Girls (instrumental)